# Homoglaea
Homoglaea is een geslacht van vlinders van de familie Uilen (Noctuidae), uit de onderfamilie Cuculliinae.

## Soorten
- H. carbonaria Harvey, 1876
- H. dives Smith, 1907
- H. hircina Morrison, 1875
- H. insinuata Smith, 1905
- H. variegata Barnes & McDunnough, 1918